# El Carrizal Número Dos
El Carrizal Número Dos är en ort i Mexiko.   Den ligger i kommunen Culiacán och delstaten Sinaloa, i den västra delen av landet, 1 000 km nordväst om huvudstaden Mexico City. El Carrizal Número Dos ligger 69 meter över havet och antalet invånare är 295.
Terrängen runt El Carrizal Número Dos är huvudsakligen platt, men norrut är den kuperad. Runt El Carrizal Número Dos är det ganska tätbefolkat, med 155 invånare per kvadratkilometer. Närmaste större samhälle är Villa de Costa Rica, 11,4 km väster om El Carrizal Número Dos. Omgivningarna runt El Carrizal Número Dos är en mosaik av jordbruksmark och naturlig växtlighet.